# ماناوادار
ماناوادار (به انگلیسی: Manavadar) یک منطقهٔ مسکونی در هند است که در Manavadar Taluka واقع شده‌است. ماناوادار ۳۰٬۸۵۰ نفر جمعیت دارد و ۲۴ متر بالاتر از سطح دریا واقع شده‌است.